# Denys Turner
Denys Alan Turner (5 augustus 1942) is een Britse filosoof en theoloog. Sinds 2005 is hij Horace Tracy Pitkin hoogleraar historische theologie aan de Yale-universiteit.
Voor Turner in de Verenigde Staten les ging geven, was hij Norris-Hulse hoogleraar heiligverklaringen aan de Universiteit van Cambridge in Engeland. Eerder was hij professor theologie in Birmingham en zowel daar als in Bristol hoofd van de bijbehorende faculteit. Hij gaf les in onder meer metafysica, ethiek, middeleeuwse filosofie en de geschiedenis van middeleeuwse mystiek.
In 1993 mocht Turner de Alan Richardson Lecture geven aan de Universiteit van Durham. Deze was getiteld: Atheism, Mysticism and Mystification: How to Tell the Difference.
In 2004 was hij een van de zes personen aan wie een interview van een volledige uitzending werd gewijd in de documentaireserie The Atheism Tapes van de BBC.

## Opleiding
Turner haalde een BA (1959-1962) en een MA (1963-1965) in filosofie aan de University College van Dublin. In 1975 behaalde hij een PhD met zijn proefschrift The Ascription of Moral Weakness aan de Universiteit van Oxford.

## Werk
Turner schreef diverse werken over sociologie en politicologie met betrekking tot de christelijke religie. Daarnaast publiceerde hij over middeleeuwse filosofie, met name over mystieke religie.
- On the Philosophy of Karl Marx (1968)
- Marxism and Christianity (1983)
- Eros and Allegory (1995)
- The Darkness of God (1995)
- Faith Seeking (2002)
- Faith, Reason, and the Existence of God (2004)

- Biblioteca Nacional de España: XX945352
- Bibliothèque nationale de France: cb12506776x (data)
- Catàleg d'autoritats de noms i títols de Catalunya: 981058511619506706
- Gemeinsame Normdatei: 1037082613
- International Standard Name Identifier: 0000 0001 1081 7573
- Library of Congress Control Number: n82154011
- Nationale Bibliotheek van Letland: 000186664
- Nationale Bibliotheek van Tsjechië: skuk0005658
- Nationale Bibliotheek van Israël: 987007528119005171
- Nederlandse Thesaurus van Auteursnamen: 160351731
- Système universitaire de documentation: 034298649
- Virtual International Authority File: 109222124
- WorldCat: E39PBJr3xwpCPcMWRRWFvWXPQq